# St. Johannes der Täufer (Uetze)

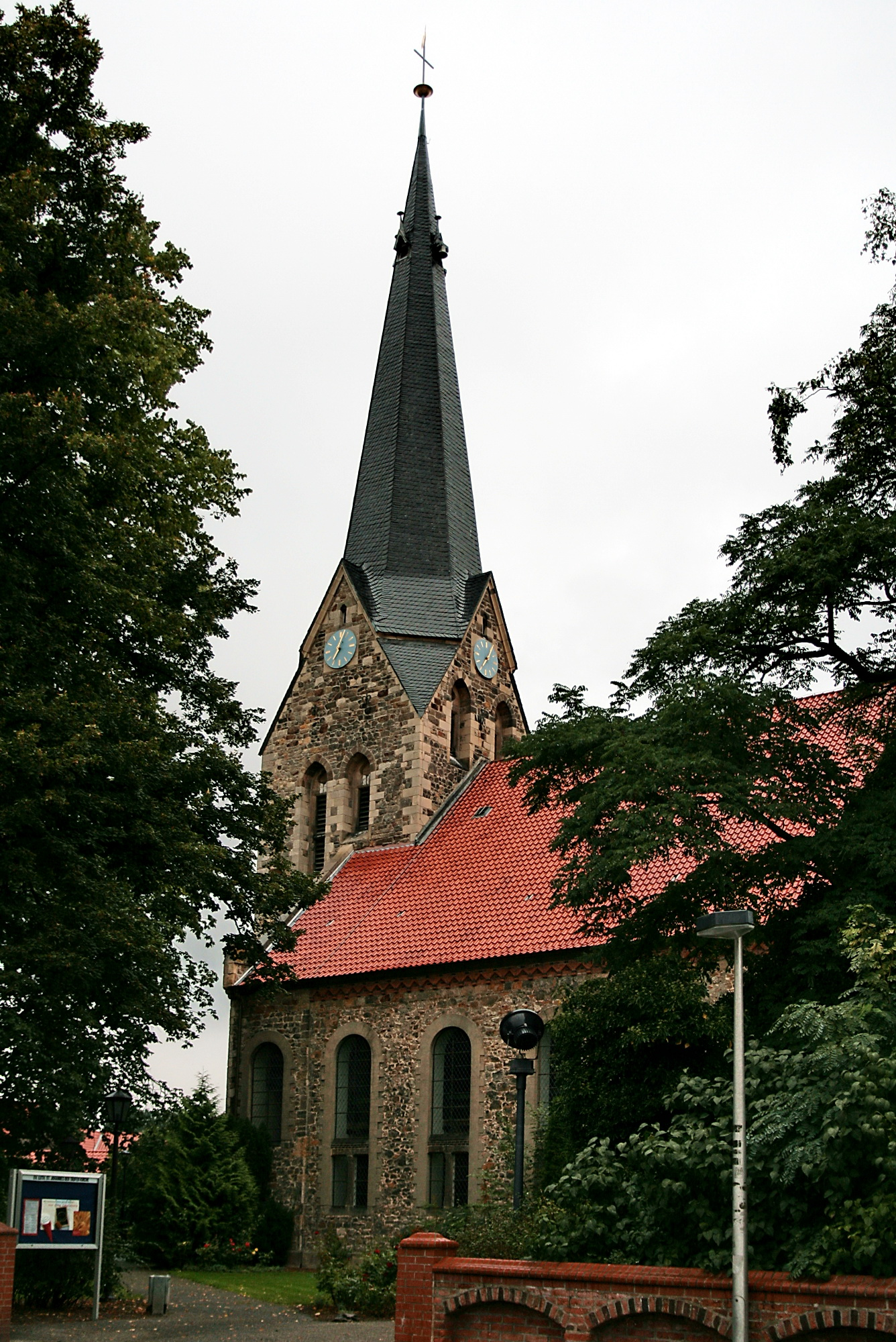
St. Johannes der Täufer

Die evangelisch-lutherische denkmalgeschützte Kirche St. Johannes der Täufer steht in Uetze, einer selbständigen Gemeinde in der Region Hannover in Niedersachsen. Die Kirchengemeinde gehört zum Kirchenkreis Burgdorf im Sprengel Hannover der Evangelisch-lutherischen Landeskirche Hannovers.

## Geschichte
Wann die erste Kirche in Uetze gebaut wurde, ist nicht überliefert. In einer Urkunde des Hildesheimer Bischofs Hartbert vom 15. August 1215 wird zwar keine Kirche, aber bereits ein Geistlicher aufgeführt, es muss also bereits zu diesem Zeitpunkt eine Kapelle in Uetze gestanden haben, die selbst aber erst im Jahr 1289 in einer Urkunde erwähnt wird. Ein hölzerner Kirchturm ist erstmals für das Jahr 1562 belegt. 1585 erhielt der Turm eine Turmuhr. Auch für den Nachfolgebau, der auf dem Uetzer Merian-Stich von 1654 abgebildet ist, findet sich nur ein Beleg, dass kurz vor dem Dreißigjährigen Krieg ein Steinturm errichtet wurde. Bis 1837 wurde die baufällige und zu kleine Kirche durch einen größeren Neubau nach Plänen von Ludwig Hellner ersetzt. Sie fiel bereits am 21. April 1863 einem Großbrand zum Opfer. 1863–67 wurde die zerstörte klassizistische Saalkirche nach einem Entwurf von Conrad Wilhelm Hase unter Verwendung älterer Bauteile wieder aufgebaut.

## Beschreibung
Vom Vorgängerbau blieben die in Bruchsteinen erbaute Nord- und Südwand des Langhauses mit der Unterteilung der Bogenfenster erhalten. Die Westwand mit dem Kirchturm und die Ostwand wurden abgebrochen. Im Westen wurde der quadratische Kirchturm auf einem erneuerten Fundament ganz in Bruchsteinen wieder aufgebaut. Im Osten wurde nun ein Chor mit einem 5/8-Schluss aus Backsteinen errichtet. Das Erdgeschoss des Kirchturms hat Blendarkaden. Sein von Spitzgiebeln abgeschlossenes Obergeschoss hat spitzbogige Klangarkaden. Im Glockenstuhl hängen zwei Kirchenglocken, die 1924 von der Radlerschen Glockengießerei gegossen wurden. Bedeckt ist der Turm mit einem achtseitigen spitzen schiefergedeckten Helm, an dem eine Schlagglocke für die Turmuhr von J. F. Weule hängt. 
Von der Kirchenausstattung der heutigen Kirche stammen die Figur des Mose im Chor, die hölzerne Taufkrone über dem Taufbecken und das Gemälde des Johannes noch aus dem Vorgängerbau. Die Orgel mit 19 Registern, verteilt auf zwei Manuale und ein Pedal, hat 1868 Heinrich Schaper angefertigt.